# Almadi
Almadi (fr. Pointe des Almadies) – przylądek leżący w Senegalu, na Półwyspie Zielonego Przylądka, 3,5 km na północny zachód od Przylądka Zielonego. Jest najdalej wysuniętym na zachód punktem Afryki.
Współrzędne geograficzne: 14°44′28″N 17°31′47″W/14,741111 -17,529722.